# دهستان طالخونچه
طالخونچه نام دهستانی در بخش مرکزی شهرستان مبارکه استان اصفهان ایران است. براساس سرشماری مرکز آمار ایران در سال ۱۳۹۰، جمعیت آن۱۱۲۴۹ نفر (در ۳۴۳۶ خانوار) بوده‌است.